# فرودگاه رابرتسون فیلد (کنتیکت)
فرودگاه رابرتسون فیلد (کانتیکت) (به انگلیسی: Robertson Field (Connecticut)) یک فرودگاه همگانی بهره‌برداری هوایی است که یک باند فرود آسفالت دارد و طول باند آن ۱۱۰۱ متر است. این فرودگاه در کشور ایالات متحده آمریکا قرار دارد و در ارتفاع ۶۱ متری از سطح دریا واقع شده است.